# Molchat Doma
Molchat Doma (em russo:  Молчат Дома, pronúncia russa: [mɐlˈt͡ɕat dɐˈma]) é uma banda pós-punk formada em 2017 na cidade de Minsk, na Bielorrússia.
Seu estilo é influenciado pelo rock russo dos anos 1980 e foi descrito como pós-punk e cold wave.

## História
A banda assinou contrato com a gravadora independente alemã Detriti Records e lançou seu álbum de estreia, С крыш наших домов, em abril de 2017. No ano seguinte a banda lançou seu segundo álbum, Этажи, também através da Detriri. Em janeiro de 2020 a banda assinou com a gravadora independente americana Sacred Bones Records, que mais tarde relançou seus dois primeiros álbuns em vinil na América do Norte. A banda faria uma turnê na América do Norte pela primeira vez, ao lado da cantora e compositora americana Chrysta Bell,porém teve que cancelar por conta do início da pandemia de COVID-19. Durante a pandemia, a música Sudno ficou em segundo lugar na parada Viral 50 do Spotify, muito por conta de viralizar em diversos vídeos na plataforma TikTok.
Em novembro de 2020, lançaram o álbum Monument, terceiro álbum de estúdio da banda. Ele foi muito bem recebido pela cŕitica. Por conta do sucesso do grupo, eles saíram em turnê mundial, inclusive realizando seu primeiro show no Brasil.
Em 2024, eles anunciaram o lançamento de seu quarto álbum, Belaya Polosa. No início de 2025, lançaram seu primeiro registro ao vivo, o EP Live at Panorama Hotel - gravado na frente do Panorama Hotel, cuja fachada foi usada como capa do disco Etazhi, que catapultou o sucesso mundial do grupo. Ainda em 2025, a banda anunciou uma turnê pela América Latina.

### Membros
- Egor Shkutko – vocal
- Roman Komogortsev – guitarra, sintetizador, bateria eletrônica
- Pavel Kozlov – baixo, sintetizador

## Discografia

### Álbuns de estúdio
| Título                                                                | Detalhes do álbum                                                                                    |
| --------------------------------------------------------------------- | --- |
| S krysh nashikh domov С крыш наших домов (Do Telhado de Nossas Casas) | Lançamento: 24 de abril de 2017 Gravadora: Detriti Formato: CD, LP, download digital                 |
| Etazhi Этажи (Andares)                                                | Lançamento: 7 de setembro de 2018 Gravadora: Detriti Formato: CD, LP, download digital               |
| Monument Монумент(Monumento)                                          | Lançamento: 13 de novembro de 2020 Gravadora: Sacred Bones Records Formato: CD, LP, download digital |
| Belaya Polosa Белая Полоса (Faixa branca)                             | Lançamento: 13 de setembro de 2024 Gravadora: Sacred Bones Records Formato: CD, LP, download digital |

### Singles
| Título                                          | Ano  | Álbum           |
| ----------------------------------------------- | ---- | --------------- |
| "Коммерсанты" (Empresários)                     | 2017 | Этажи (Andares) |
| "Звезды" (Estrelas)                             | 2019 | —               |
| "По краю острова" (À Beira da Ilha) (com Ploho) | 2019 | —               |
| "Сон" (Filho)                                   | 2022 | -               |

### Álbuns ao vivo
| Título                 | Detalhes do álbum                                                                               |
| ---------------------- | ----------------------------------------------------------------------------------------------- |
| Live at Panorama Hotel | Lançamento: 10 de janeiro de 2025 Gravadora: Sacred Bones Records Formato: LP, download digital |